# 86. вечити дерби у фудбалу
86. вечити дерби у фудбалу је фудбалска утакмица одиграна у Београду 16. марта 1990. године, између Црвене звезде и Партизана. Утакмица се завршила резултатом 2 : 0 (2 : 0) за Црвену звезду.